# GA-L (platforma)
GA-L (Global Architecture for Luxury vehicles) – opracowana przez firmę Lexus platforma konstrukcyjna dla samochodów klasy premium z silnikiem umieszczonym z przodu i napędem na tylne koła.
Celem twórców platformy było uzyskanie podwyższonego komfortu i lepszych własności jezdnych przez zwiększenie sztywności nadwozia, obniżenie środka masy i ograniczenie momentu bezwładności wokół osi pionowej. W tym celu zwiększono wykorzystanie stali o bardzo wysokiej wytrzymałości, koła rozmieszczono blisko narożników nadwozia, zespół napędowy cofnięto za linię przedniej osi, a podzespoły o dużej masie umieszczono jak najniżej i blisko centrum pojazdu.
Pierwszym modelem, zbudowanym w oparciu o platformę GA-L, był Lexus LC (2016), drugim – Lexus LS V generacji (2017).